# Osinki
Osinki (russisch Ози́нки) ist eine Siedlung städtischen Typs in der Oblast Saratow in Russland mit 9249 Einwohnern (Stand 14. Oktober 2010).

## Geographie
Der Ort liegt etwa 260 km Luftlinie ostsüdöstlich des Oblastverwaltungszentrums Saratow, knapp 10 km von der Staatsgrenze zu Kasachstan entfernt. Er befindet sich am Oberlauf des linken Kamelik-Nebenflusses Bolschaja Tschalykla (Große Tschalykla).
Osinki ist Verwaltungszentrum des Rajons Osinski sowie Sitz der Stadtgemeinde Osinskoje gorodskoje posselenije, zu der außerdem die Siedlungen Iswestkowy Sawod („Kalkwerk“, 2 km westlich), Neprjachin (8 km nördlich) und Stoljary (4 km nordnordöstlich) gehören.

## Geschichte
Der Ort wurde 1873 als Weiler (chutor) Osinski etwas westlich der heutigen Ortslage gegründet (heute als Staryje Osinki, „Alt-Osinki“ bezeichnet). Mit der Vorbeiführung der Eisenbahnstrecke nach Uralsk (heute Oral in Kasachstan) und der Errichtung einer Station in den 1890er-Jahren entstand an der heutigen Stelle eine größere Siedlung. Am 23. Juli 1928 wurde diese Verwaltungssitz des neu geschaffenen, nach ihr benannten Rajons. 1940 erhielt der Ort unter der heutigen Namensform den Status einer Siedlung städtischen Typs.

### Bevölkerungsentwicklung
| Jahr | Einwohner |
| ---- | --------- |
| 1939 | 03.823    |
| 1959 | 08.801    |
| 1970 | 10.606    |
| 1979 | 10.238    |
| 1989 | 13.129    |
| 2002 | 09.806    |
| 2010 | 09.249    |

Anmerkung: Volkszählungsdaten

## Verkehr
Osinki besitzt einen Bahnhof bei Kilometer 1158 (ab Moskau) der auf diesem Abschnitt 1894 eröffneten Eisenbahnstrecke Saratow – Jerschow – Oral (Kasachstan) – Sol-Ilezk. Einige Kilometer nördlich der Siedlung führt die von Engels bei Saratow ebenfalls über Jerschow kommende und zur kasachischen Grenze führende Regionalstraße (früher R236) vorbei. Sie ist Teil der Europastraße 38 und setzt sich in Kasachstan als A29 fort.
Osinki ist Grenzbahnhof, und östlich der Siedlung befindet sich der internationale Straßengrenzübergang im Verlauf der E 38.